# Яшалта
Яшалта́ (калм. Яшалта) — село, административный центр Яшалтинского района и Яшалтинского сельского муниципального образования Калмыкии.

## Название
Современное название села (калм. Яшалта) можно перевести, как ясенево, место, где растут ясени, (калм. Яшал — ясень, та — суффикс совместного падежа). Название присвоено селу лишь в 1950-х годах в связи с административно-территориальными преобразованиями и не связано с наличием ясеней на территории села.

## История
Село основано эстонскими переселенцами в 1877 году под названием Эсто-Хагинское (эст. Eesti-Haginsk) (по другим данным Хагинско-Эстонское). В конце XIX века больше половины эстонских крестьян были безземельными. Во второй половине девятнадцатого столетия, в связи с разорением крестьян и острой нехваткой земли происходили значительные миграционные процессы эстонского крестьянства. Переселенцы шли на свободные земли Крыма и Кавказа, Сибири и Дальнего Востока.
В 1870 году первые эстонские переселенцы основали в Ставропольской губернии село Аллмяе (Подгорное). Оно находилось в 80 верстах южнее Ставрополя в предгорьях Северного Кавказа. На следующий год к колонистам присоединились новые переселенцы. В 1875 году часть эстонцев из-за нехватки воды переехала на Кубань и основала там деревню Ливонию. Другая часть переселенцев выхлопотала у властей новое место поселения, находившееся в 150 верстах на север от Ставрополя. Поселенцы сначала дали имя образованному селу — Либенталь, а затем назвали его Эсто-Хагинкой. В 1883 году построена церковь (ликвидирована в 1927 году). В 1893 году в Эсто-Хагинке жили уже 104 семьи, 424 эстонца и 55 немцев. Село относилось к Хагинской волости Медвеженского уезда Ставропольской губернии.
Село динамично развивалось. В 1890 году предприниматель Ю. Кокк устанавливает первую чесальную машину, начала работать фабрика. В 1891 году (по другим данным в 1893) построено здание школы. В 1900 году начал работу кирпичный завод. В 1904 году закуплен установлен орган. В 1905 году заложен сельский парк. В том же году организовано общество трезвости, которое потом преобразовано в общество народного образования. В 1910 году в местной школе открывают старшие классы. Школа получает статус 2-й ступени.
В 1920 году установлена советская власть. В 1924 году передано в состав Калмыцкой автономной области.
В 1927 году создано объединение овцеводов «Парадис». В 1929 году организован колхоз «Новый мир» («Ус ильм»), началось раскулачивание.
24 января 1938 года Эсто-Хагинский сельсовет передан из Западного улуса в состав нового Яшалтинского района Калмыцкой АССР (административным центром района являлось современное село Солёное, носившее до войны — название Яшалта).
В сентябре 1941 года депортированы немцы, проживавшие в селе. Летом 1942 года село было оккупировано. Освобождено в январе 1943 года. 28 декабря 1943 года депортированы калмыки. После ликвидации Калмыцкой АССР Эсто-Хагинка, как и другие населённые пункты Яшалтинского района, была включена в состав Ростовской области, а село стало районный центром Степновского района Ростовской области (бывший Яшалтинский район). В декабре 1944 году село Эсто-Хагинка Степновского района переименовано в Степное.
В 1956 году после отмены ограничений по передвижению на территорию района стало возвращаться калмыцкое население. В январе 1957 года село возвращено в состав вновь образованной Калмыцкой АО, Указом Президиума Верховного Совета РСФСР от 12 января 1957 года село Степное Яшалтского района переименовано в село Яшалта.

## География
Село расположено на западе Яшалтинского района и занимает оба склона балки Кашункале. Рельеф местности равнинный. Средняя высота над уровнем моря — 38 м. Через село проходит Ростовский распределительный канал № 5, относящийся к Право-Егорлыкской оросительно-обводнительной системе. В балке Кашункале созданы пруды, наполняемые водой, поступающей из Ростовского распределительного канала.
По автомобильной дороге расстояние до столицы Калмыкии города Элиста составляет 210 км, до ближайшего города Городовиковск — 51 км. Ближайший населённый пункт село Ульяновское расположено в 8 км к югу от села. Яшалта является узлом автодорог республиканского значения: Яшалта — Городовиковск, Яшалта — Сальск, Яшалта — Дивное.
В Яшалте, как и на всей территории Калмыкии, действует московское время.
Климат
Согласно классификации климатов Кёппена-Гейгера для Яшалты характерен влажный континентальный с жарким летом и умеренно холодной зимой (индекс Dfa). Среднегодовая температура воздуха — 10,1 °C, количество осадков — 436 мм. Самый засушливый месяц — февраль (норма осадков — 27 мм). Самый влажный — июнь (51 мм).
| Показатель                    | Янв. | Фев. | Март | Апр. | Май  | Июнь | Июль | Авг. | Сен. | Окт. | Нояб. | Дек. | Год  |
| ----------------------------- | ---- | ---- | ---- | ---- | ---- | ---- | ---- | ---- | ---- | ---- | ----- | ---- | ---- |
| Средний суточный максимум, °C | −0,6 | 0,0  | 5,4  | 16,3 | 23,2 | 27,4 | 30,2 | 29,3 | 23,1 | 15,0 | 7,0   | 2,1  | 14,8 |
| Средняя температура, °C       | −3,8 | −3,6 | 1,4  | 10,8 | 17,3 | 21,4 | 24,1 | 23,2 | 17,3 | 10,3 | 3,7   | −0,7 | 10,1 |
| Средний суточный минимум, °C  | −7   | −7,1 | −2,5 | 5,3  | 11,4 | 15,5 | 18,0 | 17,1 | 11,6 | 5,6  | 0,5   | −3,4 | 5,0  |
| Норма осадков, мм             | 31   | 27   | 27   | 35   | 43   | 51   | 44   | 40   | 30   | 30   | 37    | 41   | 436  |
| Источник: Climate-Data.org    |      |      |      |      |      |      |      |      |      |      |       |      |      |

Почвы
В окрестностях села распространены чернозёмы южные и лугово-каштановые солонцеватые почвы
Часовой пояс
Яшалта, как и вся Республика Калмыкия, находится в часовой зоне МСК (московское время). Смещение применяемого времени относительно UTC составляет +3:00. Время в Яшалте соответствует астрономическому времени: истинный полдень — 12:06:05 по местному времени

## Население
| \| 1893[18] \| 1897[19] \| 1898[20] \| 1909[21] \| 1959[22] \| 1970[23] \| 1979[24] \| \| -------- \| -------- \| -------- \| -------- \| -------- \| -------- \| -------- \| \| 479 \| ↗511 \| ↗592 \| ↗990 \| ↗2757 \| ↗3927 \| ↗4706 \| \| 1989[25] \| 2002[26] \| 2010[27] \| 2011[28] \| 2012[29] \| 2013[30] \| 2014[31] \| \| ↗4996 \| ↘4851 \| ↘4716 \| ↗4719 \| ↘4654 \| ↘4535 \| ↘4459 \| \| 2015[32] \| 2016[33] \| 2017[34] \| 2018[35] \| 2019[36] \| 2020[37] \| 2021[1] \| \| ↘4381 \| ↘4299 \| ↘4229 \| ↘4146 \| ↘4033 \| ↘3914 \| ↗4457 \| 1000 2000 3000 4000 5000 1893 1970 2011 2016 2021 |       |       |       |       |       |       |
| 1893 | 1897  | 1898  | 1909  | 1959  | 1970  | 1979  |
| 479 | ↗511  | ↗592  | ↗990  | ↗2757 | ↗3927 | ↗4706 |
| 1989 | 2002  | 2010  | 2011  | 2012  | 2013  | 2014  |
| ↗4996 | ↘4851 | ↘4716 | ↗4719 | ↘4654 | ↘4535 | ↘4459 |
| 2015 | 2016  | 2017  | 2018  | 2019  | 2020  | 2021  |
| ↘4381 | ↘4299 | ↘4229 | ↘4146 | ↘4033 | ↘3914 | ↗4457 |

Национальный состав
Согласно данным Всероссийской переписи населения 2010 года большинство населения составляют русские (71 %). Калмыки составляют 14,5 % населения, немцы — 3,4 %. Также в селе проживают турки-месхетинцы (1,8 %), украинцы (1,5 %), чеченцы (1,4 %) и др.
Согласно результатам переписи 2002 года русские составляли 70 % населения села

## Религия

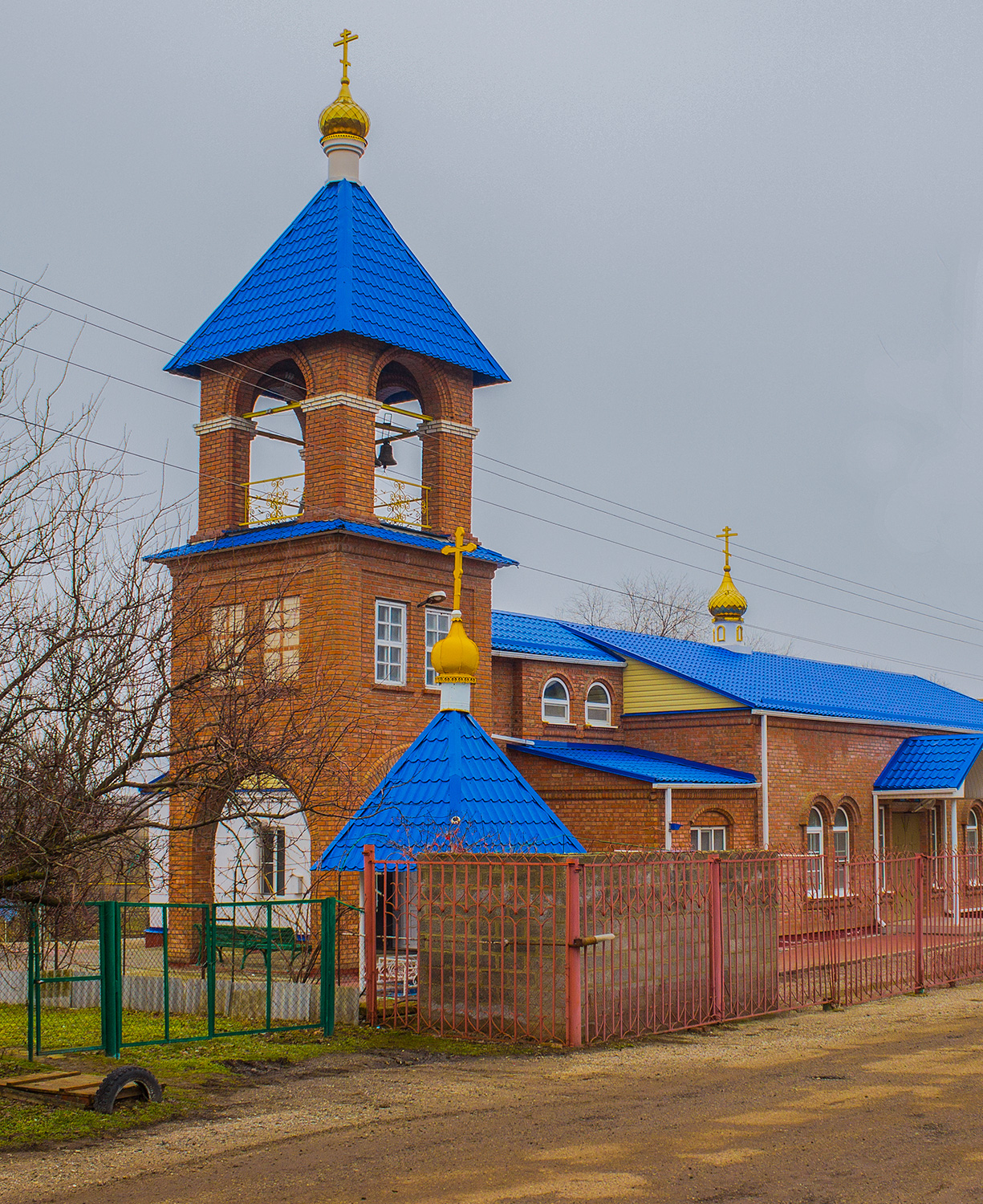
Церковь Адриана и Наталии в Яшалте

- Православная церковь святых Адриана и Наталии. Построена в 2004 году[40].
- Ступа Просветления. Открыта в 2010 году[41].

## Достопримечательности
- Памятник генералу Лембиту Пэрну
- Памятник воинам-интернационалистам (2020 г.)[42].

## Известные жители и уроженцы
- Пэрн, Лембит Абрамович — советский генерал.
- Митяшкин, Аким Гаврилович — Герой Советского Союза.
- Моисеенко, Антонина Яковлевна — доярка колхоза «Новый мир» Яшалтинского района, полный кавалер Ордена Трудовой славы.
- Точка, Алексей Тимофеевич (1915—1982) — советский хозяйственный, государственный и политический деятель, Герой Социалистического Труда.